# Palatul Arhiepiscopiei Ortodoxe (Cluj-Napoca)
Le Palais archiépiscopal orthodoxe de Cluj, appelé Palatul Arhiepiscopiei Ortodoxe localement, est un des palais archiépiscopaux orthodoxes de Roumanie. Il est situé au n°18 de la Place Avram Iancu, à Cluj-Napoca, dans le Județ de Cluj, région Transylvanie, en Roumanie.

## Historique et présentation
Le bâtiment du palais fut construit dans les années 1880 et inauguré en 1887 par l'administration austro-hongroise en tant que siège de l'administration forestière de la région.
Après la construction de la cathédrale orthodoxe de Cluj (qui se situe juste en face, sur la place Avram Iancu) le palais fut donné par l'État roumain à l'Église orthodoxe de Roumanie pour en faire son centre administratif et religieux.
Depuis 1952, il abrite le séminaire théologique orthodoxe, un paraclis (chapelle orthodoxe), ainsi qu'une librairie orthodoxe. 
Le deuxième étage est consacré au musée orthodoxe de Cluj.

## Musée orthodoxe
Ouvert le 22 mai 1938, sous l'égide de Monseigneur Nicolae Colan, le Musée de l'Archidiocèse orthodoxe de Cluj-Napoca a subi de nombreuses transformations depuis le milieu du XXe siècle. 
L'activité muséale prend fin pendant la Seconde Guerre mondiale; puis reprend petit à petit à partir des années 1950, avec la réinstallation de la communauté orthodoxe. Ce musée est le principal musée orthodoxe de la ville; et il est aujourd'hui un gardien des valeurs matérielles et spirituelles de cette communauté religieuse. 

### Collections
Le musée abrite une grande collection d'art religieux ancien, au deuxième étage. Notamment des icônes orthodoxes, des livres, des bibles traduites et des objets de culte.
En 1975, le musée d'art religieux du Centre diocésain de Cluj-Napoca retrouva, grâce à l'action de Teofil Herineanu, sa vocation de création et de conservation d'œuvres religieuses et artistiques dérivées de la spiritualité transylvanienne. 

## Librairie
Une librairie orthodoxe (Librărie Creștină Ortodoxă) termine le bâtiment au sud, sur la place.

## Galerie d'images

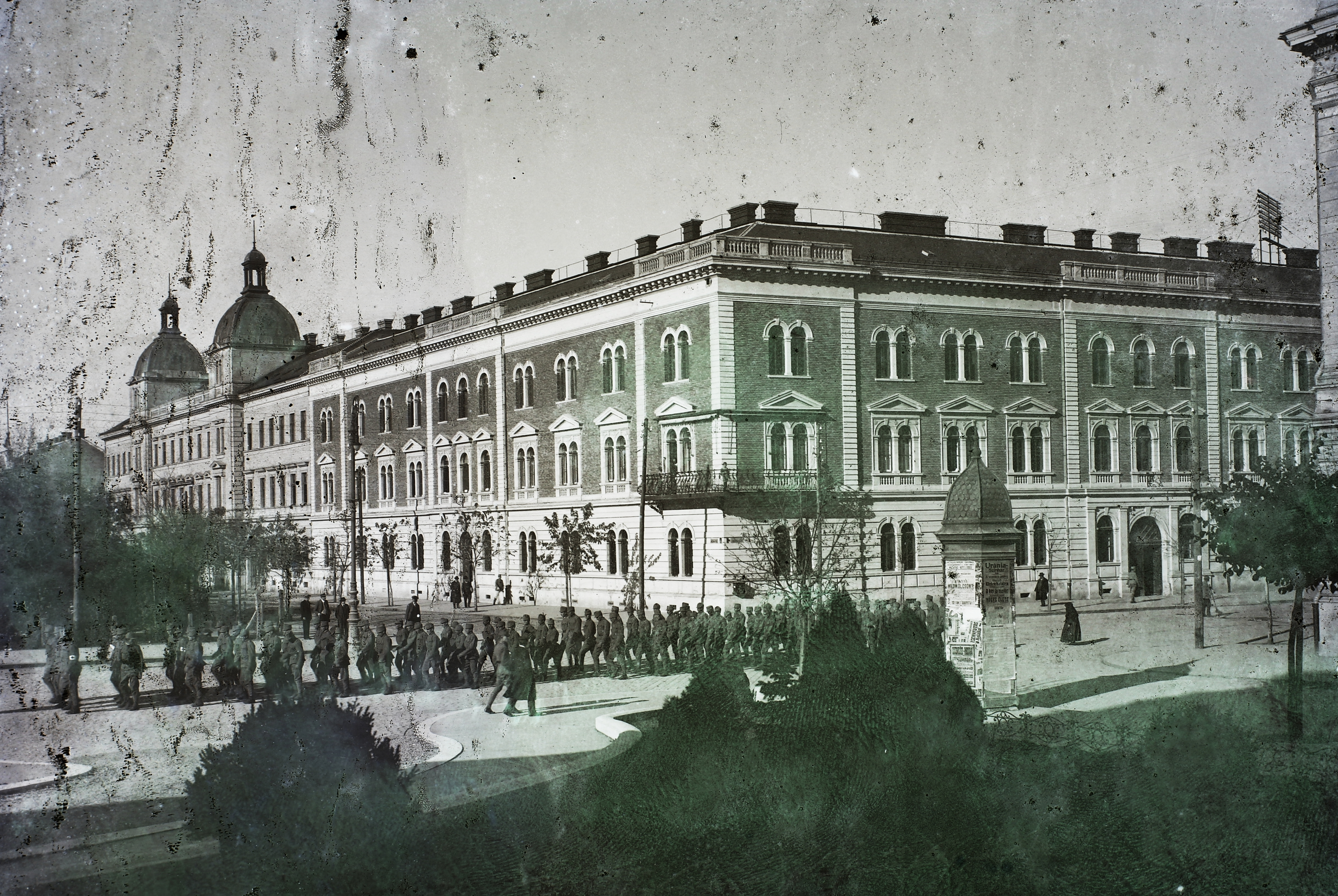
Le palais en 1915
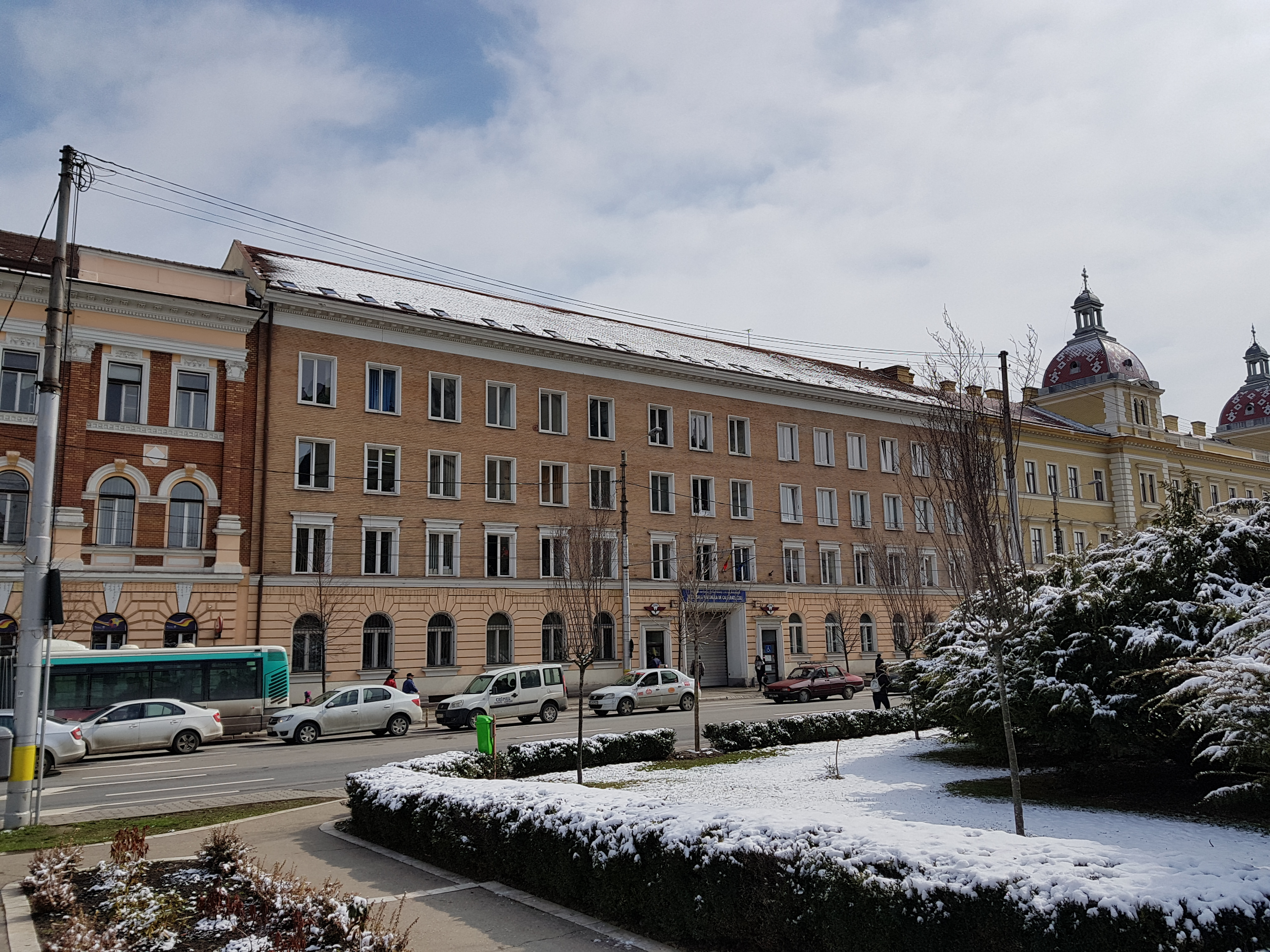
Façade du palais en hiver (03/2018)
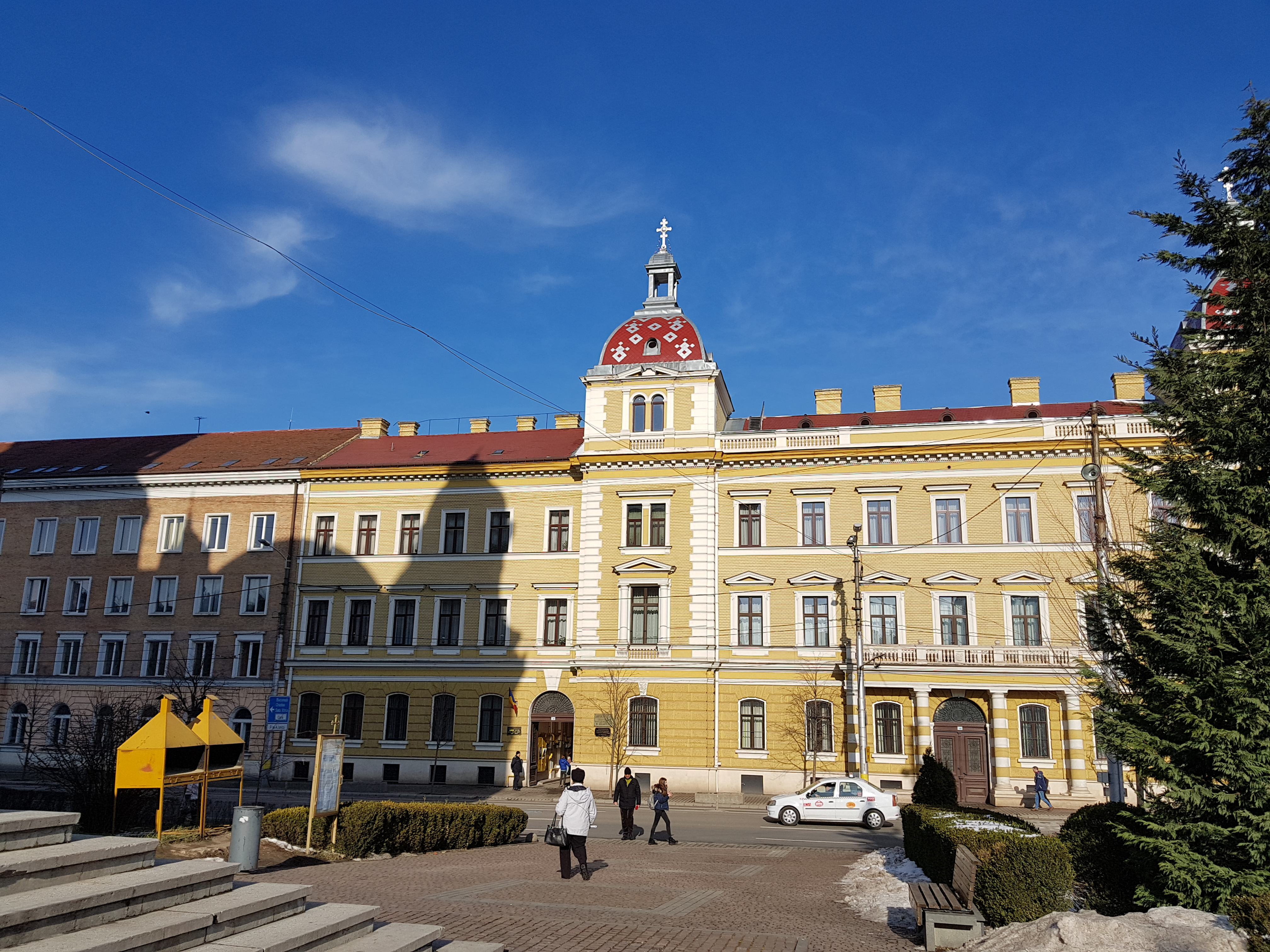
Entrée principale sur la place Avram Iancu (03/2018)